# San Vicente de León
San Vicente de León es una antigua Villa del municipio de Arenas de Iguña (Cantabria, España). Junto con Los Llares forma Junta Vecinal y hasta finales del siglo XIX formaron municipio.

## Demografía
| Gráfica de evolución demográfica de San Vicente de León y Los Llares entre 1842 y 1860 |
| |
| Población de derecho según los censos de población del INE Población de hecho según los censos de población del INEEn este censo se denominaba San Vicente de León: 1857. Entre el censo de 1877 y el anterior, este municipio desaparece porque se integra en el municipio Arenas de Iguña. |

En el año 2024 contaba con una población empadronada de 55 habitantes (INE). Está a una distancia de 4,5 kilómetros de la capital municipal, Arenas de Iguña, y a una altitud de 455 metros. Es el más alto del Valle de Iguña. Se accede mediante una carretera de montaña que pasa junto al Palacio de los Hornillos.

## Naturaleza
Está enclavado en la reserva nacional de caza del Saja y en el parque natural del Saja-Besaya.Está situada sobre una colina a unos 300 m. sobre el valle. Tiene un arroyo con agua de muy buena calidad, llamado Fuente-Esteban que se une al río Los Llares, nace en las montañas de esta localidad, junto a la zona de la Llana la Puente y el Cueto Navajos (Pico Navajo) (1064 m.). 

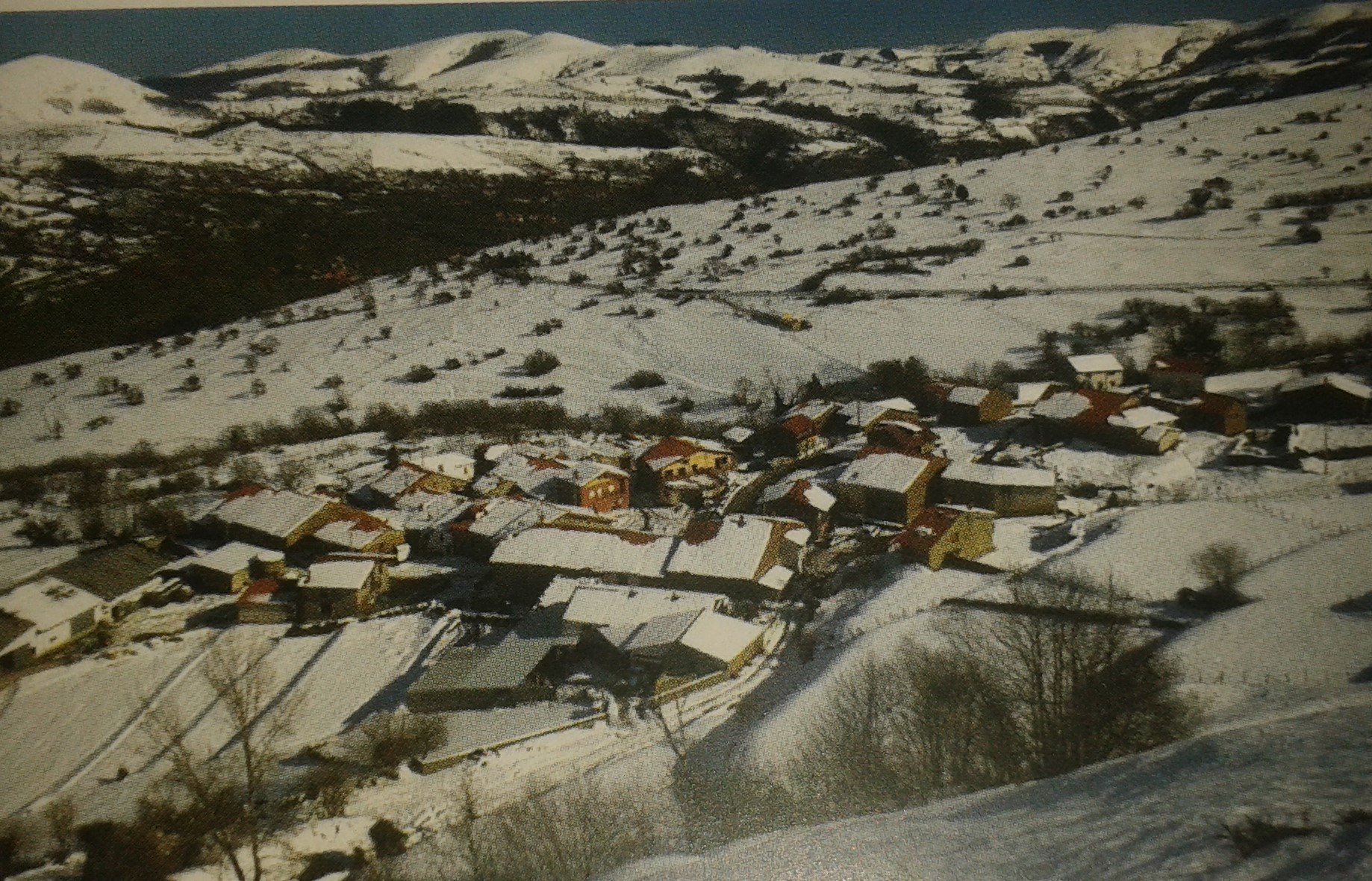
San Vicente

En el camino desde el pueblo al manantial, se encuentra  un  típico ejemplo de un Sel (término de origen prerromano, es un lugar abrigado y limpio de maleza, acotado en círculo con piedras grandes, en el que se recogen por la noche los ganados que pastan en los montes). Esta cuajado de acebos y robles y es llamado La Serruldá.
Dentro de las muchas posibilidades de observación de la flora y fauna del parque natural del Saja-Besaya, se podría destacar  entre septiembre-octubre la Berrea de venado (época de celo de los ciervos).
Desde el año 2016 tiene una pista de nueva creación que comunica con el pico Obios (1222 m), también ha habido lugar una reciente reseñalización de diversas  rutas, tanto circulares como de medio y gran recorrido. Todo esto permiten disfrutar plenamente y de manera sostenible de toda la Riqueza Natural que alberga.
Posee una antigua castañera muy famosa y de gran calidad. Se encuentra en el camino de 1 km. que lo comunica con  Los Llares con quien comparte el título Villa y ahora Pedanía. Aproximadamente a medio camino se encuentra El Sitio de las Juntas o Parcela de Sebastián, lugar donde han celebrado el Concejo desde tiempos inmemoriales.

## Historia
No se ha encontrado vestigios de población de la Edad de Hierro. Se encuentra dentro del escenario y teatro de operaciones de  las Guerras cántabras, frente al  castro cántabro del  Cueto del Agua, y con el Castro de los Agudos (ver Castros en Cantabria) a unos 10 km al sur, junto al pico de Obios, al que se llega por el antiguo camino que lleva a la colindante  Villa  de  Pujayo  (vía Serruldá- Cueto Navajos-Alto la Rasía- Los Cantones).
Los  primeros registros escritos son del siglo XII. El rey Alfonso VII cede a los monjes del Monasterio de Santa María de Rioseco el Monasterio de Sanctum Vicencius de Monte Elonis en Iguña. Los sucesivos reyes de León y de Castilla van confirmando la donación hasta los Reyes Católicos. Así queda registrado en el Libro Becerro del Monasterio. En 1558 los monjes venden el  Señorío de San Vicente de Lon en Iguña al doctor Luis Sánchez de Bustamante.Tiene la facultad de poner y quitar Juez y ministros y cura de la parroquia.
Es conocida posteriormente como « Villa de San Vicente de León y Los Llares».
Los vecinos de esta villa pleitearon por sus derechos para administrar sus propiedades comunes, el aprovechamiento de pastos y montes y por mantener su derecho de realengo frente a las reclamaciones de señorío por parte de los nobles. La economía  estaba basada en la agricultura y ganadería, complementada con la explotación los montes para la obtención de maderas y la fabricación de albarcas, palillos,rastrillos, garrotes y otros aperos. 
Es documentado por el Catastro de Ensenada del Marqués de la Ensenada en 1749 como concejo de San Vicente de León y Los Llares, siendo una de las entidades que conformaban el valle de Iguña junto con Riovaldeiguña y Arenas de Iguña. De señorío, se indica como  tributo el pago de alcabala. 
Participó como Villa soberana en 1778 en la creación de Provincia de Cantabria de 1778 enviando  delegados a las juntas de Puente San Miguel. Queda reflejado en el acta de creación de la Provincia y  las sucesivas actas de reunión en la Casa de Juntas de Puente San Miguel

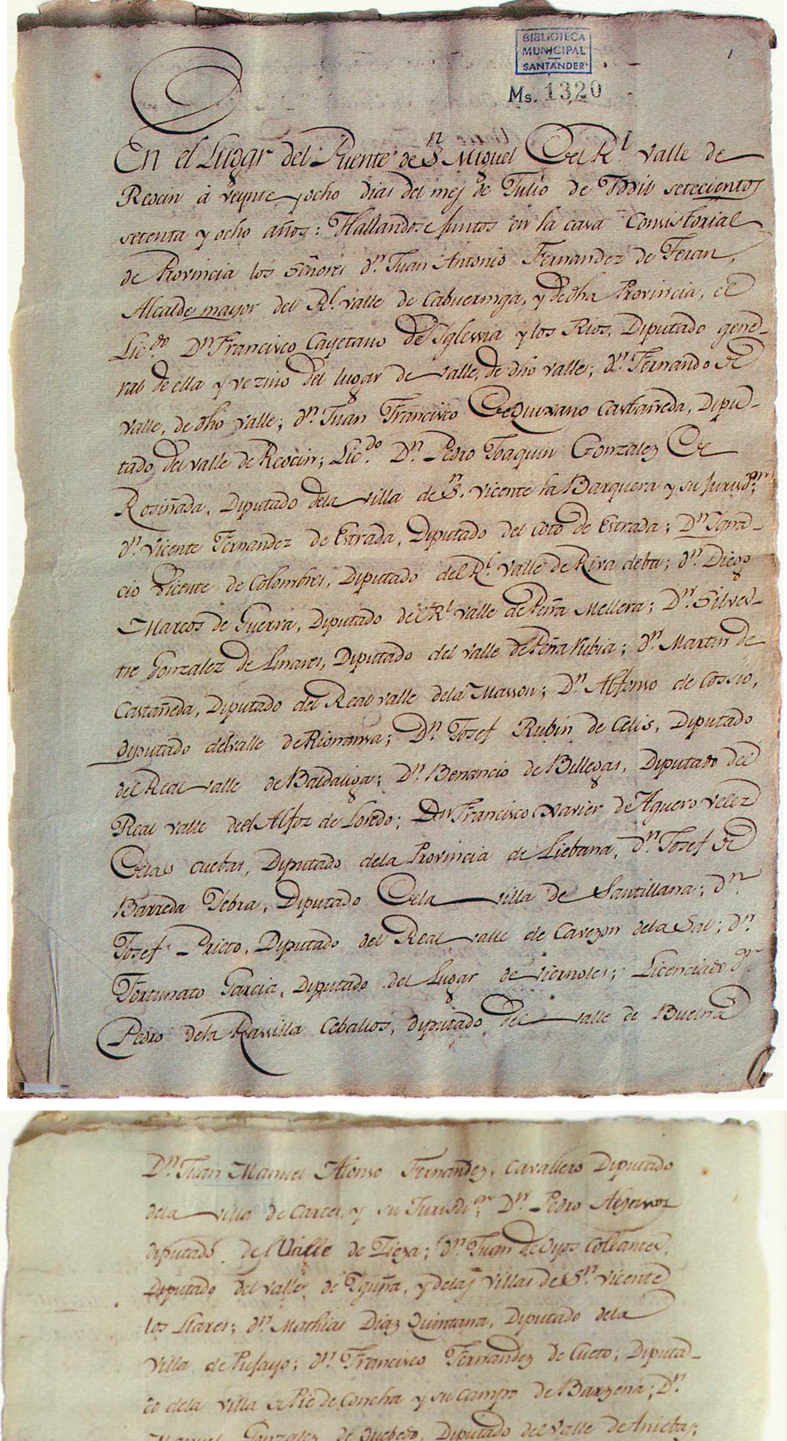
Acta creación Provincia 1778

En el conocido como nomenclátor de Floridablanca (1789), aparece como villa dentro de la jurisdicción del Valle de Iguña, partido de Laredo, provincia de Burgos, con señorío eclesiástico de Joseph Luis de Mioño, con alcalde ordinario.
Es citado por Pascual Madoz en su Diccionario geográfico-estadístico-histórico de España y sus posesiones de Ultramar1846.

VICENTE DE LEÓN (SAN): l. en la prov. y dióc. de Santander (9 leg.), part. jud. de Torrelavega (5), audiencia territorial y C. g. de Burgos (20); forma ayunt. con los Llares; SIT. en una colina; su CLIMA es algo frio; sus enfermedades mas comunes afecciones pulmonares. Tiene 38 CASAS sin orden ni regularidad; escuela de primeras letras, dotada con 1,460 rs., á que asisten 36 niños de ambos sexos; iglesia parroquial (San Vicente) servida por un cura de ingreso que presenta el marqués de Cilleruelo. y malas aguas potables. Confina con el valle de Eguña, Arenas, los Llares, y Barcenamayor. El TERRENO es de mediana calidad y de secano; por él corren las aguas de un arroyo llamado Fuente-Esteban, que se une al de los Llares. Hay arbolado de roble y matas bajas, 3 deh. de pastos, y varios prados naturales. Los CAMINOS dirigen á los puntos limitrofes y á la carretera nacional; recibe la CORRESPONDENCIA de la estafeta del valle de Iguña. PROD.  maíz, alubias, patatas y arvejas; cria ganados con especialidad vacuno, y caza mayor y menor. IND. conduccion de cereales de Reinosa á Santander. POBL.: 40 vecinos 210 alm. CONTR. con el ayunt.

A principios del siglo XIX (1812-1840) en la etapa de creación de los Municipios, la Villa formó Municipio propio con Los Llares: «San Vicente de León y Los Llares». El código del Municipio fue el 39508. Quedan reflejados sus habitantes en los censos de población de los años 1842 ,1857 y 1860 (INE).
Este municipio desapareció y se unió, junto con Riovaldeiguña, al de Arenas de Iguña en 1877. Pasa entonces a ser una Junta vecinal manteniendo la milenaria tradición del Concejo abierto.

## Arquitectura
De la arquitectura del pueblo destaca su plaza, en la que pueden verse las típicas casas adosadas. Las casas adosadas van siguiendo la línea de pendiente del terreno hasta llegar a la iglesia y cementerio que es  donde acaba el pueblo, allí comienza la Cambera de las  Mieses y la de la Castañera. En medio de la plaza (El Medio Lugar) hay un monumento en memoria de D.Manuel González-Mesones de 1950, recuerda la construcción de la carretera que da acceso al pueblo desde el Valle.
El conjunto es sencillo y rural, con encanto, típico de La Montaña. 
La iglesia conserva un aire Románico y antiguo en consonancia con el tipismo del pueblo. La Pila Bautismal es de factura Románica. Tiene una portalada  y un arco de piedra en la puerta de entrada, la piedra de clave tiene grabada el escudo de la Iglesia Católica, el año 1774  y las palabras ``Reedificavit ...``. Parece esto indicar la fecha de una posible reedificacion. La parroquia incluía hasta el «arreglo y demarcación parroquial» de 1896 a la población de Los Llares, que a partir de entonces pasó a formar parte de la de Santa María de Riovaldeliguña.
Las antiguas escuelas públicas fueron reconstruidas al estilo montañés para dar a servicio al Concejo y pueden servir para diversos actos culturales.

## Cultura
Como en otros muchos casos la Villa sufrió un fuerte despoblamiento el los años 60-70. Logró conservar gran parte sus tradiciones y costumbres manteniendo su característico carácter montañés.
La Asociación La Serruldá se creó en 2007 para tratar de ayudar preservar y fomentar estas tradiciones. Alguna de ellas son: Las Marzas, La Romería Montañesa en La Serruldá, La Magosta, la fiesta de San Vicentuco (San Vicente Mártir 22 de enero), La fiesta de San Vicente (1 de septiembre) famosa en el Valle de Iguña por la subida de los romeros, lucha tradicional (Aluche), la Flor (juego tradicional de cartas) y la Canción Montañesa (Véase Coro Ronda Valle de Iguña) . 
En marzo de 2017, con motivo de la celebración décimo aniversario de la Asociación La Serruldá, se recuperó por parte de los vecinos el calvario del Campo de la Cruz. Es un conjunto de 3 cruces de  madera de castaño labradas a mano, son una réplica  de las cruces erigidas en 1953 por el pueblo en recuerdo de las jornadas de evangelizacion de  los Padres Capuchinos.